# The Cure (singel Lady Gagi)
The Cure – singel amerykańskiej piosenkarki Lady Gagi. Twórcami tekstu utworu są Stefani Germanotta, Paul „DJ White Shadow” Blair, Lukas Nelson, Mark Nilan oraz Nick Monson, natomiast jego produkcją zajęli się Detroit City, Lady Gaga i Monson. Utwór został wydany 16 kwietnia 2017 jako singel po tym, jak Gaga wykonała go premierowo na festiwalu Coachella, gdzie była jedną z głównych gwiazd. Pomimo braku promocji ze strony Gagi „The Cure” uplasował się w top 10 najpopularniejszych singli w Australii, Francji, Słowacji, Hiszpanii oraz na Węgrzech.

## Rozwój
„The Cure” zostało napisane po występie Lady Gagi w Super Bowl LI halftime show. Gaga postanowiła napisać piosenkę z DJ White Shadowem (Paulem Blairem). Podczas pisania piosenki, Blair czuł pozytywną atmosferę, przez co opisał piosenkę jako „optymistyczną i fajną”. Gaga i jej menedżerzy chcieli wydać piosenki od razu po zakończeniu produkcji.
Piosenkę wyprodukowano w Los Angeles, gdzie Gaga i jej zespół pracował nad muzyką, zanim ta była całkowicie pochłonięta graniem w filmie „Narodziny Gwiazdy”. Gaga wykorzystała ten wolny czas i poprosiła Blaira o spotkanie, by stworzyć jakąś nową muzykę. „The Cure” zostało wydane z powodu swojego pozytywnego brzmienia i wiadomości płynącej z piosenki, mimo iż Joanne zostało wydane pół roku wcześniej. Blair wyjaśnił, że piosenkę wydano po zgodzie wszystkich członków personelu.

## Wydanie i promocja

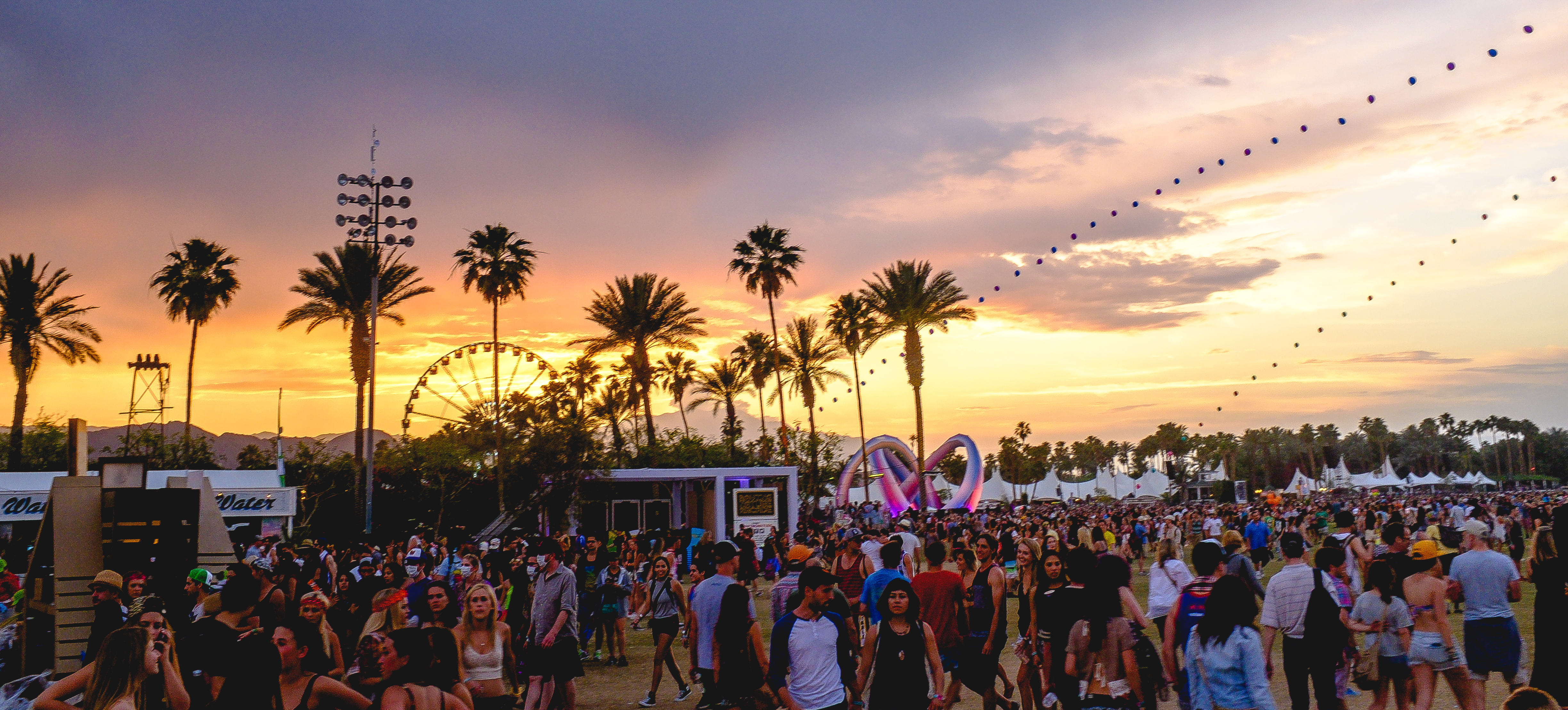
Festiwal Coachella – miejsce premiery utworu

W marcu 2017 zostało ogłoszone, że Gaga zastąpi Beyoncé na miejscu głównej atrakcji festiwalu Coachella w 2017, z powodu ciąży Beyoncé. Podczas występowania, 16 kwietnia 2017 Gaga powiedziała widowni: „Jestem bardzo podekscytowana następną częścią tego show, ponieważ próbowałam ukryć to przez tak długi czas. Byłam w studiu i chciałabym zaprezentować Wam nową piosenkę, The Cure” i zaśpiewała tę piosenkę po raz pierwszy. Następnie piosenka została wydana na iTunes, Spotify, Apple Music, Amazonie i Google Play. Piosenkę rozesłano do amerykańskich rozgłośni radiowych 25 kwietnia 2017.
1 maja 2017 Gaga wydała film z tekstem The Cure, w którym piosenkarka jest widoczna pośrodku ekranu, siedząc na turkusowej sofie. Słowa tekstu okrążają Gagę, lecz nie są one zbyt zrozumiałe i praktycznie niemożliwe do odczytania.
Po zaprezentowaniu piosenki na festiwalu Coachella, Gaga dodała The Cure do listy piosenek do zaśpiewania na The Joanne World Tour (2017–18). 19 października 2017 Gaga zaprezentowała tę piosenkę na American Music Awards, w Waszyngtonie. Było to pierwsze nagrywane przez telewizję wykonanie tej piosenki.

## Ścieżka dźwiękowa
Digital download
- „The Cure” – 3:31

## Notowania i certyfikaty
| Lista przebojów (2017)                                 | Najwyższa pozycja |
| ------------------------------------------------------ | ----------------- |
| Australia (Top 50 Singles)                             | 10                |
| Austria (Ö3 Austria Top 40)                            | 37                |
| Belgia (Ultratop 50 Singles, Flandria)                 | 30                |
| Belgia (Ultratop 50 Singles, Walonia)                  | 39                |
| Czechy (Singles Digitál Top 100)                       | 20                |
| Finlandia Download (Suomen virallinen lista – Singlet) | 2                 |
| Francja (Top Singles & Titres)                         | 4                 |
| Hiszpania (PROMUSICAE)                                 | 4                 |
| Holandia (Single Top 100)                              | 80                |
| Irlandia (Singles Chart)                               | 24                |
| Japonia (Japan Hot 100)                                | 23                |
| Kanada (Billboard Canadian Hot 100)                    | 30                |
| Korea Południowa (Download Chart)                      | 57                |
| Niemcy (Media Control Charts)                          | 57                |
| Portugalia (AFP)                                       | 31                |
| Słowacja (Singles Digitál Top 100)                     | 8                 |
| Stany Zjednoczone (Hot 100)                            | 39                |
| Szwajcaria (Singles Top 100)                           | 41                |
| Szwecja (Sverigetopplistan)                            | 51                |
| Węgry (Single (track) Top 40 lista)                    | 4                 |
| Wielka Brytania (UK Singles Chart)                     | 19                |
| Włochy (FIMI)                                          | 36                |

| Kraj                     | Certyfikat      | Sprzedaż |
| ------------------------ | --------------- | -------- |
| Australia (ARIA)         | platynowa płyta | 70 000+  |
| Wielka Brytania (BPI)    | złota płyta     | 400 000+ |
| Włochy (FIMI)            | złota płyta     | 25 000+  |
| Stany Zjednoczone (RIAA) | platynowa płyta |          |

## Historia wydania
| Obszar            | Data             | Format                 | Wytwórnia               | Przypis |
| ----------------- | ---------------- | ---------------------- | ----------------------- | ------- |
| Cały świat        | 16 kwietnia 2017 | Digital download       | Interscope              | [ 39 ]  |
| Włochy            | 21 kwietnia 2017 | CHR                    | Universal               | [ 40 ]  |
| Stany Zjednoczone | 25 kwietnia 2017 | CHR                    | Streamline · Interscope | [ 7 ]   |
| Stany Zjednoczone | 8 maja 2017      | Hot adult contemporary | Streamline · Interscope | [ 41 ]  |